# Atletica leggera ai Giochi della XXI Olimpiade - 400 metri piani femminili

Video della Finale (la finale è mostrata a partire dal minuto 1:23)

I 400 metri piani hanno fatto parte del programma femminile di atletica leggera ai Giochi della XXI Olimpiade. La competizione si è svolta nei giorni 25-29 luglio 1976 allo Stadio Olimpico (Montréal).

## Presenze ed assenze delle campionesse in carica
| Competizione      | Atleta           | Prestazione | Montréal 1976 |
| ----------------- | ---------------- | ----------- | ------------- |
| Olimpiadi 1972    | Monika Zehrt     | 51”08       | Rit. 1974     |
| Commonwealth 1974 | Yvonne Saunders  | 51”67       | Non selez.    |
| Europei 1974      | Riitta Salin     | 50”14       | Presente      |
| Asiatici 1974     | Chee Swee Lee    | 55”08       | Non qual.     |
| Panamericani 1975 | Joyce Yakubowich | 51”62A      | Presente      |

La vincitrice dei Trials USA è Sheila Ingram con 52”69. 

All'inizio dell'anno la diciottenne tedesca Est Christina Brehmer toglie il record del mondo a Irena Szewińska correndo in 49"77. La reazione della polacca non si fa attendere: in giugno si reimpossessa del record fermando i cronometri su 49"75. Alle Olimpiadi ci si attende lo scontro finale tra le due fuoriclasse.

## La gara
Fa la sua prima apparizione olimpica una diciassettenne tedesca dell'Est: Marita Koch. Supera i Quarti, ma si infortuna ad un muscolo e non può proseguire. La rivedremo a Mosca 1980.
Irena Szewinska rischia un po' nei Quarti, dove si qualifica per due decimi, ma si riprende subito in semifinale, dove fa registrare il miglior tempo, mentre la Brehmer giunge seconda nell'altra semifinale.

In finale Irena Szewinska effettua una corsa da manuale. La Brehmer è in testa ai 200 metri ma poi patisce la fatica e chiude in 50"51, rischiando di essere rimontata dalla connazionale Streidt. La Szewinska distribuisce ottimamente lo sforzo e chiude in un fantastico 49"29, oltre mezzo secondo in meno del suo record del mondo. Finisce sesta la vincitrice dei Trials, Sheila Ingram, in 50"90. Dietro di lei si piazza al settimo posto la campionessa europea Riitta Salin con 50"98.

## Risultati

### Turni eliminatori
| 6 Batterie         | 25 luglio | 42 iscritte   | Si qualificano le prime 5 + i 2 migliori tempi. |
| 4 Quarti di finale | 26 luglio | 8 + 8 + 8 + 8 | Si qualificano le prime 4.                      |
| 2 Semifinali       | 26 luglio | 8 + 8         | Si qualificano le prime 4.                      |
| Finale             | 29 luglio | 8 concorrenti |                                                 |

### Finale
| Pos | Paese        | Atleta            | Tempo |
| --- | ------------ | ----------------- | ----- |
|     | Polonia      | Irena Szewińska   | 49”29 |
|     | Germania Est | Christina Brehmer | 50”51 |
|     | Germania Est | Ellen Streidt     | 50”55 |